# Calliopsis helianthi
Calliopsis helianthi är en biart som först beskrevs av Swenk och Cockerell 1907.  Calliopsis helianthi ingår i släktet Calliopsis och familjen grävbin. Inga underarter finns listade.